# Wagon Trail
Wagon Trail (Brasil: Lei é Lei ) é um filme faroeste dos Estados Unidos de 1935 estrelado por Harry Carey e dirigido por Harry L. Fraser.

## Elenco
- Harry Carey ... Xerife Clay Hartley
- Gertrude Messinger ... Joan Collins
- Edward Norris ... Clay Hartley, Jr
- Roger Williams ... Mark Collins
- Earl Dwire ... Deputado Joe Larkin (como Earl Dwyer)
- Chuck Morrison ... Deputado Chuck
- John Elliott ... Judge
- Chief Thundercloud ... Henchman (como Thunder Cloud)